# 橋本真吾
橋本真吾（はしもと しんご）は日本の財務官僚。経済産業省大臣官房審議官。

## 来歴
千葉県出身。市川高等学校、一橋大学法学部卒業。1991年 大蔵省入省（理財局総務課）。2001年7月 財務省主計局総務課長補佐（歳入・国債係主査）。2002年7月 主計局主計官補佐（農林水産第四係主査）。2004年6月から約3年間、経済協力開発機構（OECD）で勤務。その後は理財局国債企画課長補佐、理財局国庫課国庫企画官などを務める。2009年7月 環境省総合環境政策局総務課調査官。2011年7月 大臣官房文書課企画調整室長兼大臣官房文書課業務企画室長。2012年7月 東京国税局査察部長。2013年2月 （株）農林漁業成長産業化支援機構企画管理本部企画調整室長。2014年7月9日 経済産業省経済産業政策局産業構造課長。規制改革などを担った。その後は理財局国有財産調整課長、理財局計画官（内閣・財務、農林水産・環境、経済産業、国土交通担当）、理財局財政投融資総括課長、内閣官房内閣参事官（内閣官房副長官補付）兼内閣官房まち・ひと・しごと創生本部事務局参事官兼内閣府地方創生推進事務局参事官（地域再生担当）などを務める。2020年6月24日 （株）地域経済活性化支援機構常務取締役。2022年6月24日 経済産業省大臣官房審議官。2024年7月2日 商工組合中央金庫常務執行役員。

## 略歴
- 1991年4月：大蔵省入省（理財局総務課）[1]。
- 1999年7月：主計局主計企画官補佐（財政計画第一、二係）[2][4]。
- 2001年1月：財務省主計局主計企画官補佐（財政計画第一、二係）[2][4]。
- 2001年7月：主計局総務課長補佐（歳入・国債係主査）[2]。
- 2002年7月：主計局主計官補佐（農林水産第四係主査）[2]。
- 2003年7月：主計局主計官補佐（国土交通第一、二係主査）[2]。
- 2004年6月：経済協力開発機構（OECD）日本政府代表部一等書記官[2]。
- 2007年10月：理財局国債企画課長補佐[2]。
- 2008年7月：理財局国庫課国庫企画官。
- 2009年7月：環境省総合環境政策局総務課調査官。
- 2011年7月：大臣官房文書課企画調整室長 兼 大臣官房文書課業務企画室長。
- 2012年7月：東京国税局査察部長。
- 2013年2月：（株）農林漁業成長産業化支援機構企画管理本部企画調整室長。
- 2013年8月26日：大臣官房企画官 兼 大臣官房政策金融課 兼 大臣官房信用機構課。
- 2014年7月9日：経済産業省経済産業政策局産業構造課長。
- 2016年6月22日：理財局国有財産調整課長。
- 2017年7月10日：理財局計画官（内閣・財務、農林水産・環境、経済産業、国土交通担当）。
- 2018年7月17日：理財局財政投融資総括課長。
- 2019年7月9日：大臣官房付 兼 内閣官房内閣参事官（内閣官房副長官補付） 兼 内閣官房まち・ひと・しごと創生本部事務局参事官 兼 内閣府地方創生推進事務局参事官（地域再生担当）。
- 2020年6月24日：（株）地域経済活性化支援機構常務取締役。
- 2022年6月24日：経済産業省大臣官房審議官（製造産業局担当）[5]。
- 2024年7月2日：商工組合中央金庫常務執行役員[6]。